# Thomas and the Magic Railroad
Thomas and the Magic Railroad (titulada en Hispanoamérica como Thomas y el Ferrocarril Mágico y re-titulada como Thomas y el tren Mágico en TV) es una película de fantasía brito-estadounidense de Thomas y sus amigos de 2000 basada en Thomas y sus amigos, Shining Time Station y en la saga literaria de Wilbert Awdry, The Railway Series. Está protagonizada por Eddie Glen, Alec Baldwin, Peter Fonda, Jared Wall, Mara Wilson, Cody McMains, Russell Means, Michael E. Rodgers, Didi Conn, Susan Roman, Kevin Frank, Linda Ballantyne, Colm Feore, Shelley Elizabeth Skinner y Neil Crone. La película fue producida por Warner Bros. Pictures, HIT Entertainment, Gullane Entertainment, The Britt Allcroft Company, Isle of Man Commision y Destination Films. Fue narrada por Alec Baldwin (Alejandro Vargas Lugo y Salvador Delgado en los doblajes de DVD y TV) quien a la vez jugó la parte del Señor Conductor. Esta es la única película cinematográfica conocida hasta ahora que ha sido liberada, aunque severos especiales hayan sido liberados en el Reino Unido, Australia, Nueva Zelanda y países Hispanohablantes aunque no sean literalmente cinematográficas. La película se estrenó el 14 de julio de 2000 en Reino Unido y el 26 de julio de 2000 en Estados Unidos. Fue estrenada el 25 de diciembre de 2006 en Discovery Kids. Actualmente hay dos versiones del doblaje latino, uno del DVD y otra para TV.

## Trama
La película comienza con el Señor Conductor introduciendo a Thomas y la Isla de Sodor.
En Killaban, Gordon se quejó con Thomas por haber estado retrasado por ocho segundos. Thomas replica que Gordon está siendo mandón y dice que él tiene que buscar al Sr. Conductor, que cuida del Ferrocarril Noroeste mientras Sir Topham Hatt toma unas vacaciones. Cuando Gordon afirma que Sr. Conductor no es necesario, él ahora cambia de opinión cuando un malvado diésel llamado Diesel 10 pasa a toda velocidades, levantando el polvo y la suciedad y dejando a Gordon que físicamente traquetea de miedo.
Entonces el Sr. Conductor introduce a Tiempo Brillante, donde ve residentes felices y llenos de vida.
Más tarde, Thomas está conversando con James en el Cobertizo de Tidmouth cuando Diesel 10 aparece y expresó su plan de destruir una locomotora perdida llamada Lady y que esto establecería a los diésel como las máquinas dominantes en Sodor. Mientras James está confundido, Thomas está preocupado y va a buscar al Señor Conductor.
Luego de ver el mapa de Billy Twofeathers y notando unas líneas extrañas en el, Patch se va a la Montaña Muffle a ver a Burnett Stone.
Hay algo en la Montaña Muffle, un secreto que Burnett únicamente compartió con su amiga de la infancia y futura esposa Tasha: le prometió que manejaría una locomotora y que la llevaría con él. Cuando Patch ve a la locomotora, Burnett le reveló el pasado de la máquina - su nombre es Lady ya que ella ha sido sellada dentro de la Montaña Muffle ya que los Diesel 10 casi la destruyó hace mucho. Burnett ya la había arreglado, pero informa a Patch de que ella todavía necesita el carbón para correr totalmente otra vez. Lamentablemente, Lady requiere carbón especial para que hiciera nuevamente vapor, que él no ha encontrado aún.
En la cantera, Diesel 10 les cuenta de su plan a sus amigos Splatter y Dodge. Los dos diesels torpes le informan que el Sr. Conductor está viniendo a Sodor, así que Diesel 10 decide destruirlo también a él, únicamente para terminar humillado en frente de Splatter y Dodge cuando su garra lo golpea en la nariz.
El Señor Conductor se prepara para irse de Tiempo Brillante. Debido a la dificultad con su polvo dorado, pronto se encuentra con Thomas en Sodor. Thomas le reportó sobre Diesel 10; el Sr. Conductor decide usar su polvo dorado para mantener a Diesel 10 en orden.
Burnett mira una pintura de Lady y empezó a dudar en su creencia en la magia debido a su falla por protegerla. Mientras tanto, muy lejos, la nieta de Burnett, Lily, se prepara para visitarlo.
Thomas, James y Gordon comenzaron a discutir sobre quien debería haber llevado al Señor Conductor, sin saber que Splatter y Dodge los estaban espiando. Sobre el depósito, Splatter y Dodge comienzan a burlarse de las máquinas a vapor. Henry les contó a las otras locomotoras el por qué Diesel 10 quiere encontrar a la máquina perdida. Splatter y Dodge continúan riéndose de Thomas hasta que Harold pasa volando, esparciendo polvo de estornudar, establecido por Diesel 10, sobre todos los tres.
En Knapford, el Señor Conductor leyó una nota que le dejó Sir Topham Hatt. Luego de probar su sombrero (y de regresarlo luego de que se dio cuenta de que el retrato del controlador luciera enfadado) recibe una llamada telefónica de Sir Topham Hatt y recibe sus instrucciones.
Esa noche, Diesel 10 se acercó sigilosamente y demuele el lado de los Cobertizos de Tidmouth con su garra poderosa. El Sr. Conductor reprendió a Diesel 10, pero finalmente descubre que se quedó sin polvo dorado. Mientras Diesel 10 está encantado, intento de que el señor Conductor confesara del paradero de la locomotora perdida, el Sr. Conductor asustó a Diesel 10 con una bolsa de azúcar y amenazándolo con verter el azúcar en sus tanques para atascarlo permanentemente. Sr. Conductor expresa su preocupación sobre su polvo de oro, pero les dijo a las locomotoras que volvieran a dormir.
Más tarde aquella noche, Sr. Conductor tuvo una pesadilla de Tiempo Brillante en ruinas y se dio cuenta de que su universo está en riesgo y que necesita más polvo dorado.
La mañana siguiente, Mutt va al pueblo de Lily junto con Billy, ya que sabe que Lily puede ayudar al Señor Conductor, pero solo si conocía a alguien especial en Tiempo Brillante primero. Para llegar a ese objetivo, la dirigió al tren equivocado, dirigiéndola en el tren que va a Tiempo Brillante en lugar de la Montaña Muffle. Mientras tanto, Burnett Stone oye el sonido de la magia de Lady haciendo eco a través de la montaña.
De vuelta en Sodor, el Señor Conductor hace que se vaya la comezón de James. Cuando James notó que el Señor Conductor lucía demasiado cansado y le preguntó si porque era rojo, el Señor Conductor felizmente dijo que el rojo es brillante y alegre como su polvo dorado. Envió a James a trabajar mientras se fue a lidiar con sus propios problemas.
El Señor Conductor fue al molino en busca de más polvo dorado, pero se perdió. Mientras tanto las locomotoras se juntaron para un encuentro. Mientras Bertie pasó y les dijo que sonrieran, todos ellos tenían sus propias preocupaciones. Thomas se fue a buscar al Señor Conductor, se disculpó con Bertie por no aceptar la oferta de Bertie de hacer una carrera.
El señor conductor encontró una nota dejada por Conejo y probó una zanahoria y un apio y tuvo la idea de su primo adorador de la playa Junior, quien también casi había usado todo su polvo dorado. Le dijo a Junior que fuera a la Estación Tiempo Brillante y que le llevase su silbato de emergencia, que fuera a Sodor y le advirtió que no le dijera a nadie de los parachoques. Antes de que pudiera decir algo más, la línea telefónica se muere.
Lily llegó a Tiempo Brillante y Mutt le ladró para que bajase del tren. Lily descubre la estación vacía y se topó con Junior. Luego de una charla, Lily tomó el polvo dorado que Junior dejó. En Sodor, el Señor Conductor está durmiendo junto a un arbusto cuando tuvo otra pesadilla y se despertó oyendo a Thomas llamándolo. Mientras que el Señor Conductor intentó replicarle, el pobre Thomas no pudo oírlo mientras se alejaba resoplando.
Lily se encuentra con Stacy, quien la lleva con Burnett. Esa noche, Burnett y Lily oyen el silbato de Lady que proviene de las montañas. Patch, quien está afuera con su caballo, lo oyó también.
Mientras Percy llegó a Knapford con el tren de correo, él y Thomas hablaron del Señor Conductor y concluyeron que viajaba hacia Sodor a través de un ferrocarril mágico. Diesel 10 los oyó y se fue a la chatarrería a decirle su plan a Splatter y Dodge. Toby, quien lo estuvo siguiendo secretamente hacia allí, los interrumpió haciendo tocar su campana; intentando alcanzarlo, Diesel 10 causó que el cobertizo se estrellara bajo él, Splatter y Dodge, bloqueando su paso.
Thomas encontró a Henry con carbón malo y le ofreció a conseguirle carbón especial de la Isla de Sodor para hacerlo sentir mejor, pero mientras los recogía, falló en darse cuenta en que el sexto vagón se alejó rodando hacia unos parachoques mágicos. Bertie pasó y saludó a Thomas y a sus cinco vagones; Thomas estaba confundido.
Cuando Thomas le dijo a Percy del furgón, se dieron cuenta de que los parachoques en los que se perdió el vagón eran los amortiguadores que llevaban al ferrocarril mágico. Thomas le dijo a Percy que protegiera esos parachoques mientras se iba a buscar al Señor Conductor, citando que Percy es una máquina valiente.
Mientras tanto, el Señor Conductor deambulaba sin rumbo cuando Diesel 10 apareció. El Señor Conductor fue capturado por la garra de Diesel 10 y fue colgado sobre el viaducto. Diesel 10 le reveló de que ya sabe de los parachoques y amenazó en dejarlo caer si no le revelaba su paradero. El Señor Conductor se dio cuenta de que el viaducto estaba colapsando, como en su sueño y se dio cuenta de que el mundo empezaba a desmoronarse sin el polvo dorado. El Señor Conductor escapó cortando un tubo hidráulico a la garra de Diesel 10, catapultándolo hacia el molino. Allí vio las palabras "Atiza la magia en la montaña y Lady sonreirá; y ve lo bien que el remolino girará". Splatter y Dodge le preguntaron a Diesel de cómo dejó que el Señor Conductor escapara, el cual replicó que lo había hecho a propósito y estaba probando para ver si intentaba escapar. Splatter y Dodge no le creyeron y Diesel 10 intentó enseñarles "como dejar de ser tonto", pero tiró carbón sobre él. James, Gordon y Henry se rieron de Diesel 10.
Lily es introducida a Patch, que le ofreció un paseo en caballo hacia Tiempo Brillante. Allí se topó de vuelta con Junior, quien la llevó a Sodor por los parachoques mágicos. Se encontraron con Thomas, quien aceptó en ayudarlos y juntos encontraron al Señor Conductor en el molino. Cuando Señor Conductor le dijo a Junior de la clave para el polvo dorado, Lily es introducida al Señor Conductor. Junior subió a las aspas y voló hacia Diesel 10. Mientras tanto Patch le dijo a Burnett que no sabía en donde estaba Lily y que no estaba en la estación cuando fue a buscarla. Debido a que Lily aparentemente se había desvanecido, Burnett está convencido de que ella regresaría.
Esa noche, Percy encuentra a Splatter y Dodge en los parachoques mágicos y corrió a advertirle a Thomas.
El Señor Conductor y Lily están acampando con Thomas. Luego de una conversación, se dieron cuenta de que Burnett quizás tenga la llave para la clave del polvo dorado.
Mientras Burnett le reveló a Patch de que Lady es mágica, se dan cuenta de que el ferrocarril se está desvaneciendo.
Thomas y Percy decidieron que deben regresar a Lily de vuelta a la montaña Muffle antes de que Diesel 10 destruya el ferrocarril mágico. Thomas se preguntó de como Lily puede regresar a su hogar sin el polvo dorado, el Señor Conductor reveló que la máquina perdida podría hacerlo. Entonces tuvo la idea y le preguntó a Thomas si podría llevar a Lily a la Montaña Muffle. Thomas no estuvo seguro pero decidió que lo intentaría antes de que él y Lily se fueran. Mientras viajaban a través del Ferrocarril Mágico, descubren el vagón de carbón perdido. Mientras que Lily se dio cuenta de la conexión entre el furgón y la clave, Thomas decidió regresar antes de seguir nuevamente. Pronto llegaron a la Montaña Muffle. Mientras Lily se fue a buscar a Burnett, una ráfaga de viento sopló a Thomas bajo la colina y de vuelta al ferrocarril mágico a través de otro portal a los pies.
Lily encontró a Patch, quien la llevó al taller de Burnett. Lily figuró que únicamente el carbón especial de la isla de Sodor puede hacer que Lady haga vapor, así que envió a Patch a recolectar el carbón del vagón de carga.
Diesel 10, con Junior aun estando atrás, corrieron hacia la fundición donde se toparon con James. Junior intentó soplar ambos silbatos, únicamente para descubrir que se había quedado sin polvo dorado. Mientras Diesel 10 intentó forzarlos en una fosa de fundición, Junior usó lo último de su polvo dorado extra para tele-transportarse a él y a James hasta un lugar seguro. Los dos llegaron cerca de los parachoques donde el Sr. Conductor esperaba. James se fue, mientras que el Señor Conductor y Junior, ambos sin polvo dorado, rechazaron en dejar la esperanza. Lily le preguntó a Burnett Stone si Tasha había paseado en Lady y si la amaba tanto como ella amaba a Burnett. Burnett dijo que ella la amaba porque él la amaba, pero no pudo arreglarla a tiempo para que Tasha paseara en ella antes de que falleciera.
Por ahora Burnett Stone finalmente hizo que Lady hiciera vapor usando el carbón especial de la Isla de Sodor, del furgón que Thomas y Lily recogieron del Ferrocarril Mágico y junto con Lily, Patch y Mutt, se fueron hacia el ferrocarril mágico. El ferrocarril mágico regresó a la vida al recibir la magia de Lady, mientras que su rostro aparece. El equipo encontró a Thomas antes de aparecer en Sodor, donde se reunieron con los dos conductores.
Mientras Diesel 10 empezó a darles una persecución, Splatter y Dodge, hartos del comportamiento de Diesel 10, lo abandonaron. Thomas ofreció ayudar a Lady, con Burnett manejando a Lady. El Señor Conductor les advirtió del viaducto desplomado. Justo cuando las locomotoras se alejaron corriendo, los conductores se dieron cuenta de que Lady es parte de la pista del polvo dorado.
La persecución finalmente llegó al viaducto. Mientras Lady y Burnett pasan, un agujero apareció en el viaducto. Cuando Thomas logró cruzar la abertura antes de que empeorara, Diesel 10 no pudo detenerse a tiempo y se cayó en una barcaza con sedimentos, y fue remolcado para no ser visto en un largo, largo tiempo.
Thomas, Lady y Burnett regresaron, donde ellos y el resto del equipo trabajan para responder el misterio. Lily mezcló agua del pozo con las virutas doradas del ferrocarril mágico y con un poco de coraje, las tiró al aire donde se formó el polvo dorado. Encantados, los conductores re-abastecieron sus silbatos, mientras Thomas le agradece a Lady.
Patch y Mutt deciden pasear, mientras Junior le dio a Lily algo de polvo dorado. Junior le dijo al Señor Conductor que quería trabajar ahora, así que el Señor Conductor le dio su sombrero y lo envió a un ferrocarril con "palmeras y sol claro". Luego de que Junior se fue, Sir Topham Hatt llama y dijo que estaba por regresar, así que el Señor Conductor se fue a darle la bienvenida, dándole a saber a Sir Topham Hatt de que todo estaba bajo control antes de que él cuelgue. Lily le ofreció polvo dorado a Burnett quién lo rocía en su juguete de pájaro azul y susurra que ellos siempre 'recordarán su Tiempo Brillante juntos'.
Con Lady y el Ferrocarril Mágico de vuelta a la vida, Tiempo Brillante está restaurado a su gloria formal. Thomas felizmente resopla en la puesta del sol y los créditos de cierre ruedan.

## Reparto

#### Actores de Voz
- Eddie Glen – Thomas
- Kevin Frank - Henry, Bertie, Dodge y Harold
- Neil Crone – Gordon, Diesel 10, Splatter y el Arbusto rodante
- Susan Roman - James
- Linda Ballantyne - Percy
- Colm Feore - Toby
- Britt Allcroft - Lady
- Shelley Elizabeth Skinner - Annie y Clarabel
- Laura Bower - Tasha niña
- Jared Wall – Burnett niño

#### Actores de Vida real
- Alec Baldwin – Sr. Conductor/Narrador
- Cody McMains – Patch
- Russell Means – Billy Twofeathers
- Peter Fonda – Burnett Stone
- Mara Wilson – Lily Stone
- Michael E. Rodgers - C. Junior
- Didi Conn - Stacy Jones
- Lori Hallier - la Madre de Lily
- Shelley-Elizabeth Skinner - un cliente de la estación
- Hugo Murray - el niño del pez de colores
- Keith W. Strandberg - un pasajero
- Doug Lennox - P.T. Boomer (sin acreditar; corte de rol completo)
- Robert Tinkler - Patch viejo (corte de rol completo)

### Reparto en Español Hispanoamérica (Versión DVD)/(Versión TV)
- Thomas - Víctor Ugarte (1976)/Irwin Daayán (1978)
- Henry - Jesús Cortés/Luis Alfonso Padilla (1960-2012)
- Gordon - Salvador Nájar/Jorge Roig
- James - Ana Lobo (1978)/Eduardo Garza (1976)
- Percy - ¿?/ Gabriel Gama (1968)
- Toby - Bardo Miranda/César Arias (1941)
- Lady - Gabriela Gómez/Patricia Acevedo (1959)
- Diésel 10 - Luis Alfonso Padilla (1960-2012)/Miguel Ángel Ghigliazza (1962-2022)
- Splatter - Ernesto Lezama (1957)/Martin Soto (1952)
- Dodge - Javier Rivero (1967)/Carlos Íñigo (1960-2017)
- Bertie - ¿?/Jorge Roig Jr.
- Harold - Edson Matus (1985)/Jorge Santos (1949)
- Junior - Galo Balcázar/José Antonio Macías (1967)
- Lily - Gaby Ugarte (1984)/Leyla Rangel (1985)
- Stacy Jones - Liliana Barba (1973)/Maru Guzmán (1953)
- Burnett Stone - Jorge Santos (1949)/Humberto Solórzano (1965)
- Billy Twofeathers - Hugo Navarrete/José Luis Orozco (1958)
- Patch - Xóchitl Ugarte (1979)/Alan Fernando Velázquez (1985)
- Madre de Lily - Pilar Escandón (1963)/Rebeca Manríquez (1959)
- Sr. Conductor/Narrador - Alejandro Vargas Lugo (1965)/Salvador Delgado (1961)

### Actores de voz originales
- John Bellis - Thomas
- Keith Scott - Diesel 10
- Michael Angelis - James y Percy
- Patrick Breen - Splatter y Dodge

### Las Canciones

#### La Original / La TV Doblaje
- Un Motor que es de Gran Utilidad / Una Máquina Muy Útil
- Tiempo Brillante / Brillante
- La Luna Se siente Así
- Algunas Cosas Nunca te Dejan / Some Things Never Leave You
- Summer Sunday.
- The Loco-Motion.
- Viejo MacDiesel.
- Trabajando en el Ferrocarril.
- La Canción del Silbido. (borrador inicial; descartado)
- El Tren de la Noche. (descartado)
- Chica en Verde. (descartado)
- La Isla de Sodor. (descartado)
- El Himno de Thomas. (descartado)

## Producción

### Desarrollo
A principios de la década de 1990, Thomas y sus amigos estaba en el apogeo de su popularidad después de tres exitosas series. Al mismo tiempo, su estación de spin-off estadounidense Shining Time Station también fue exitosa. Ya en 1994, antes del lanzamiento de la cuarta serie, Britt Allcroft tenía planes de hacer una película basada en estos dos espectáculos y utilizaría los modelos de trenes de Thomas y la estética de acción en vivo de Shining Time Station.
En febrero de 1996, Barry London, entonces vicepresidente de Paramount Pictures, se acercó a Allcroft con una idea para una película de Thomas. Allcroft firmó un contrato para escribir el guion de la película con el título provisional de Thomas and the Magic Railroad. Según un comunicado de prensa, la filmación debía llevarse a cabo en Los Estudios Shepperton en el Reino Unido y los Estados Unidos, con el lanzamiento teatral establecido en 1997. Sin embargo, Paramount archivó los planes para la película después de que Londres dejó la compañía. Esto llevó a Allcroft a buscar otras fuentes de financiación. Las discusiones sobre la película se llevaron a cabo con PolyGram, lo que no continuó, ya que la compañía estaba en medio de una reestructuración y venta corporativa.
En el verano de 1998, durante el lanzamiento de la quinta serie, Allcroft vio un anuncio de la Comisión de la Isla de Man que ofrecía incentivos fiscales a las empresas que querían filmar en la isla. Allcroft visitó la isla unas semanas más tarde y decidió que la ubicación era perfecta para la película. En 1999, Barry London se convirtió en presidente de Destination Films, recientemente fundada (propiedad de Sony Pictures) y renovó su interés en el proyecto, lo que llevó a Destination Films a convertirse en el principal patrocinador financiero y estudio de la película.

### Rodaje
La fotografía principal comenzó el 2 de agosto de 1999 y terminó el 15 de octubre de 1999. La filmación se llevó a cabo en el Ferrocarril Strasburg  en Strasburg, Pensilvania, Estados Unidos, así como en Toronto, Ontario, Canadá y en la Isla de Man. La estación de ferrocarril de Castletown en el ferrocarril de la Isla de Man formaba parte de la estación de Shining Time y el cobertizo de mercancías en la estación de ferrocarril de Port St. Mary se convirtió en el taller de Burnett Stone. La gran estación de pasajeros donde Lily aborda el tren es el Centro de Transporte de Harrisburg. Ferrocarril Strasburg (ex Norfolk & Western) 4-8-0 475 fue repintado como Rainbow Sun.
Sodor se realizó utilizando modelos y Croma Key. Los modelos fueron animados usando el control remoto de acción en vivo, como en la serie de televisión. Las secuencias del modelo fueron filmadas en Toronto en lugar de los Estudios Shepperton, el "hogar" del espectáculo original; sin embargo, varios miembros del personal clave del programa fueron trasladados para participar. El Ferrocarril Mágico fue creado utilizando modelos, CGI y pinturas mate de color agua.

### Problemas y cambios
En una entrevista de 2007, Britt Allcroft comentó que la película terminada era drásticamente diferente de la versión que había escrito, con varias escenas, elementos de la trama y personajes cortados de la película final.
Uno de los mayores cambios en la película fue la eliminación de P.T. Boomer, el principal antagonista original de la película. Fue cortado después de que las audiencias de prueba lo encontraran demasiado aterrador para los niños. A pesar de su escisión, Boomer todavía aparece en algunos momentos sin editar de la película final e incluso aparece en uno de los tráileres, que lo muestra a él y a Diesel 10 cayendo del viaducto. El sitio web oficial de Thomas and the Magic Railroad también tenía imágenes e información sobre su personaje antes de ser cortado. Partes de su personaje, como su objetivo de encontrar a Lady, fueron reescritas para Diesel 10.
Varias voces de personajes también fueron cambiadas durante la producción. Thomas fue originalmente expresado por John Bellis, un bombero y taxista a tiempo parcial que trabajó en la película como coordinador de transporte y gerente de instalaciones de la Isla de Man. Bellis recibió el papel después de que él recogió a Allcroft y su tripulación del aeropuerto; Allcroft creía que su voz se adaptaba perfectamente a Thomas, por lo que fue llevado a Toronto para grabar sus líneas. Al público de prueba en Los Ángeles no le gustó la voz de Bellis para Thomas, creyendo que su acento de Liverpudlian hizo que Thomas sonara "demasiado viejo". Bellis fue reemplazado por Eddie Glen, quien le dio a Thomas una voz más juvenil. James y Percy originalmente iban a ser expresados por Michael Angelis, entonces narrador del programa de televisión. El público de prueba también consideró que su voz era demasiado vieja para los personajes, por lo que fue reemplazado por Susan Roman y Linda Ballantyne. Patrick Breen expresó originalmente Splatter y Dodge, pero también fue reemplazado por razones desconocidas.
Diesel 10 fue expresado originalmente por Keith Scott, pero su voz cambió más tarde; Scott cree que fue reemplazado debido a que su voz sonaba demasiado aterradora para los niños más pequeños. Fue reemplazado por Neil Crone, quien le dio a Diesel 10 un acento ruso. Debido a quejas de audiencias de prueba, que creían que la voz podría considerarse ofensiva, Crone le dio a Diesel 10 un acento de Nueva Jersey. Él y Kevin Frank improvisaron mucha comedia en la película.
Durante el rodaje de la escena de confrontación en El Depósito de la Fundición, el modelo de James se cayó del set y sufrió daños significativos. Incluso después de completar las reparaciones, todavía se podían ver grietas en su cabina y otras áreas.

### Guion original
Todos estos cambios aparecieron en el guion original de la película. Se recortaron en guiones posteriores o en la versión final:
- La Isla de Sodor y El Himno de Thomas iban a ser utilizados en la película durante la secuencia musical de apertura. Además, El Tren de la Noche originalmente se iba a usar en la escena de Thomas y Percy jalando de sus trenes de correo.

- Lily fue la narradora y contó la historia a sus hijos 20 años después. En el futuro, se convirtió en ingeniera de ferrocarriles como Burnett y se casó con Patch. También tenía un perro mascota llamado Jeff, que era descendiente de Mutt.

- La madre de Lily estaba embarazada, por eso Lily va a visitar a su abuelo.

- Cranky estaba destinado a tener un papel que no habla. En la escena donde Splatter y Dodge le preguntan a Diesel 10 por qué dejó escapar al Sr. Conductor, Cranky habría dejado caer una caja de frutas y verduras sobre ellos. En la película final, Diesel 10 está cubierto de carbón desde una tolva. El modelo de Cranky todavía aparece en la película, aunque como vestidor en Knapford.

- George la Aplanadora iba a aparecer como uno de los secuaces de Diesel 10. Estuvo de acuerdo en ayudar a Diesel 10 a destruir todos los parachoques en Sodor para encontrar los que conducían al Ferrocarril Mágico y, como recompensa, se le permitiría destruir la plataforma giratoria en El Apartadero de Tidmouth y convertirlo en una pista de patinaje, aunque en algún momento él finalmente se volvió contra Diesel 10. Como su modelo nunca fue sacado de su almacenamiento, su papel se abandonó en los guiones posteriores.

- Diesel 10 era una nueva locomotora que vino a ayudar mientras Sir Topham Hatt estaba fuera, creando problemas en el ferrocarril.

- "Pinchy" se habría ocultado debajo del techo de Diesel 10 y no se habría revelado hasta la primera reunión de Diesel 10 con Splatter y Dodge.

- La garra de Diesel 10 originalmente no fue nombrada. Cuando Neil Crone enfatizaba el diálogo en el estudio de grabación, se le ocurrió "Pinchy". Al equipo le encantó, así que se quedó.

- Burnett Stone recibió la tarea de ser el cuidador de Lady por la familia Conductor.

- El ferrocarril se sometió a reparaciones importantes a lo largo de la película, lo que explicaría por qué El Apartadero de Tidmouth estaba en reparación en el corte final.

- El Sr. Conductor habría permanecido en su tamaño original de 10 pulgadas en la Isla de Sodor en ciertas escenas.

- Los artículos en la oficina de Sir Topham Hatt se describen tan grandes como él y habría dormido en una pequeña Hamaca en El Apartadero de Tidmouth en lugar de una Cama.

- La escena en la que Harold debía cubrir el polvo de Thomas tenía la intención de continuar toda la noche en El Apartadero de Tidmouth, con Diesel 10 arrojando polvo estornudo por el embudo de Thomas.

- El molino de viento no era la ubicación de la pista de la fuente del polvo de oro. En cambio, fue una gran cascada que el Sr. Conductor tuvo que subir para recuperar una hoja de papel.

- Lady originalmente no habló. Sus únicas formas de comunicarse serían a través de la Telepatía con Thomas en La Montaña Muffle y su silbato. Más tarde se le dio un papel de habla para suavizar los cortes de la película final.

- En el guion original, las diferencias entre la terminología británica y estadounidense fueron reconocidas y ocasionalmente se burlaron de él. Las locomotoras continuarían refiriéndose a Sir Topham Hatt como "El Inspector gordo" y también corrigió al Sr. Conductor cuando dijo erróneamente "Sodor Railroad" en lugar de "Railway".

- Junior fue originalmente descrito como un personaje inglés. Su nacionalidad cambió después de que Michael E. Rodgers fuera elegido para el papel.

- Patch originalmente estaba destinado a ser Irlandés.

- El Sr. Conductor escapa de la garra de Diesel 10 cortando un cable azul / verde en lugar de la manguera hidráulica que corta en la película final. En lugar de ser catapultado al molino de viento por la garra de Diesel 10, el Sr. Conductor habría rebotado de un Arbusto antes de aterrizar en el molino de viento.

- Splatter y Dodge no estaban destinados a reformar; en cambio, George habría sido quien se volvió contra ellos, diciéndoles que destruyeran los amortiguadores mágicos ellos mismos. Intentan hacerlo, pero se topan y descarrilan. En otro guion, George habría ayudado a Junior y James a derrotar a los dos diesels empujando una roca en su línea, atrapándolos en un revestimiento.

- En el guion original, Thomas no se detiene para recoger el furgón de carbón perdido a pesar de reconocerlo y solo se da cuenta de su importancia después de llegar a La Montaña Muffle. Lily hace la misma conexión y Patch y su caballo son enviados a recuperar el furgón. Los cascos del caballo están grabados permanentemente con polvo de oro, lo que le permite descender por el Ferrocarril Mágico.

- En el guion original, Thomas es derribado de La Montaña Muffle por una explosión causada por P.T. Boomer En la versión final, el suelo debajo de él simplemente se desmorona.

- Después de Diesel 10 y P.T. Boomer caen en la barcaza, habrían desaparecido o se habrían convertido en lodo de calderas a través del pañuelo mágico de Junior, que llegó al Gran Dipper por Percy.

- James y Percy estuvieron originalmente presentes en el final del pozo de los deseos, pero luego fueron eliminados de la escena.

- El final habría visto a Lily, ahora casada con Patch, terminando la historia con sus hijos, que están de pícnic y mirando un álbum de recuerdos con fotos de Sodor. Se les puede ver caminando juntos con su caballo en Shining Time Station.

## Lanzamiento
Thomas y el Ferrocarril Mágico se estrenó en cines en el Reino Unido e Irlanda el 14 de julio de 2000 y en los Estados Unidos y Canadá el 26 de julio de 2000. La película se estrenó en el Odeon Leicester Square; a tal efecto, una locomotora de vapor, LMS Fowler 3F no. 47298, pintada para parecerse a Thomas, fue llevada al cine por un cargador bajo el 9 de julio de 2000. La cobertura de la prensa nacional fue baja, ya que muchos periodistas se concentraban en el lanzamiento del libro Harry Potter y el cáliz de fuego, para el cual un especial un tren llamado "Hogwarts Express" funcionaría del 8 al 11 de julio.

### Medios de comunicación caseros
Thomas y el Ferrocarril Mágico fue lanzado en VHS y DVD el 19 de octubre de 2000 en el Reino Unido por Warner Home Video y en los Estados Unidos el 31 de octubre de 2000 por Columbia TriStar Home Video. En 2007, se lanzó la Doble función con Las aventuras de Elmo en la Tierra de Los Gruñones.

## Recepción
Thomas y el Ferrocarril Mágico fue duramente criticada, con una calificación de aprobación del 21% en Rotten Tomatoes basada en las críticas de 68 críticos, con una calificación promedio de 3.9 / 10. El consenso crítico del sitio dice que "los niños en estos días exigen efectos especiales de vanguardia o al menos una trama inteligente con personajes lindos. Esta película no tiene ninguno, ya que perdió en su americanización lo que el original británico hizo bien". Metacritic le da a la película una puntuación de 19 de cada 100, según las críticas de 23 críticos, lo que indica "aversión abrumadora". Las audiencias encuestadas por CinemaScore le dieron a la película una calificación promedio de "B" en una escala de A+ a F.
Nell Minow de Common Sense Media le dio a la película tres de cinco estrellas y escribió que "complacerá a [los fanáticos de Thomas]" pero que la trama "podría confundir a los niños". Roger Ebert, del Chicago Sun-Times, le dio a la película una estrella de cuatro y escribió "(el hecho) de que Thomas y el Magic Railroad llegaron a los cines es un misterio. Esta es una producción con 'directo al video "escrito por todas partes. A los niños a los que les gustan los libros de Thomas podrían gustarles. Especialmente a los niños más pequeños. Niños realmente más jóvenes. De lo contrario, no". Si bien admiraba a los modelos y la dirección de arte, criticó cómo las bocas de los motores no se movían cuando hablaban, la actuación demasiado deprimida de Peter Fonda, así como la falta de consistencia en la trama de la película. Elvis Mitchell del New York Times le dio a la película una crítica negativa, diciendo: "El ataque del Sr. Baldwin -no hay mejor manera de decirlo- es inolvidable".
William Thomas, de Empire , le dio a la película una estrella de cinco, y criticó los efectos especiales de la película, afirmando que "créanlo o no, los verdaderos villanos de la película son, de hecho, los efectos 'especiales'. Nadie sabe cómo, en la era actual de la cámara lenta y la magia digital perfecta, se pudo lograr un resultado tan chapucero. Con una pantalla azul torpe, un trabajo mate que no cuadra y una absoluta falta de sinergia entre la vida real y la acción animada, todo conspira para brindar un brillo apropiadamente amateur". Plugged In afirmó: "Si bien la animación mantiene su apariencia simple, la trama es todo menos simple. Y eso no es una buena noticia para los muchos niños pequeños que conforman la mayoría de la audiencia de Thomas. Cambiar de un lado a otro entre Tiempo Brillante y Sodor, entrelazando dos líneas argumentales relativamente complejas, puede confundir más de lo que desafía. Los padres pueden descubrir que sus hijos se retuercen en sus asientos mucho antes de que Thomas viaje en sus rieles mágicos hacia el atardecer. Dicho esto, y a pesar de la magia, los niños que logren comprender las complejas líneas argumentales y puedan quedarse quietos durante una hora y media, aprenderán buenas lecciones sobre la amistad, el coraje, el trabajo duro y la amabilidad".
La película también fue un fracaso de taquilla, recaudando $ 19.7 millones en comparación con su presupuesto de $ 19 millones. Durante su segunda semana de proyección en Gran Bretaña, solo recaudó £ 170,000 (aproximadamente $ 215,000 en los Estados Unidos).
Britt Allcroft renunció a su compañía en septiembre de 2000 debido al pobre desempeño de la película, provocando que los derechos televisivos de Thomas pasaran a Gullane Entertainment. HIT Entertainment adquirió la compañía dos años después, incluidos los derechos televisivos de Thomas. En octubre de 2020, una segunda película animada de acción real de Thomas y sus amigos para cines está en desarrollo en Mattel Films, una división de Mattel, el actual propietario de HIT Entertainment, con Marc Forster como director.

## Premios y nominaciones
- Nominación - Premios YoungStar - Mejor actriz joven / Actuación en una comedia cinematográfica, 2000, a Mara Wilson

- Nominación - Premios Young Artists - Mejor actuación en largometraje - Joven actriz principal, 2001, a Mara Wilson

## Otros Medios

### Videojuego
En el Reino Unido se lanzó un videojuego basado en la película, titulado Thomas and the Magic Railroad: Print Studio. Publicado por Hasbro Interactive, fue lanzado para PC el 25 de agosto de 2000.

## Legado

### Secuela cancelada y adaptación en acción real
El 1 de julio de 2000, se informó que Destination Films había comenzado a desarrollar una secuela, pero fue cancelada silenciosamente.
En 2009, HIT anunció que una adaptación cinematográfica de acción real de Thomas & Friends pilotaría su división teatral, llamada provisionalmente Las Aventuras de Thomas. Originalmente estaba previsto un estreno a finales de 2010, pero esto se revisó para la primavera de 2011. Para enero de 2011, la fecha de estreno se había retrasado aún más hasta 2012. El borrador inicial del guion fue escrito por Josh Klausner, quien también ha dicho que la película se ambientaría en los tiempos de la Segunda Guerra Mundial; Will McRobb y Chris Viscardi también ayudaron a escribir el guion. El 8 de junio de 2011, se anunció que el director Shane Acker dirigiría la película, con Weta Digital diseñando los efectos visuales. No se hicieron actualizaciones sobre la película después de que Mattel comprara HIT en 2012, cancelando el proyecto.

### Próxima película de acción real/animación
El 6 de octubre de 2020, se anunció que Marc Forster dirigiría una nueva película animada de acción real basada en Thomas y sus amigos .